# Rivolta albanese del 1912
La rivolta albanese del 1912 avvenne nei territori dell'Impero ottomano dal gennaio all'agosto di quell'anno. Dopo una serie di successi, i rivoltosi riuscirono a prendere possesso di Üsküb (nome turco di Skopje, centro amministrativo dell'allora vilayet del Kosovo) ottenendo infine in settembre l'accettazione delle proprie richieste da parte della Sublime porta.

## Antefatti
Le principali motivazioni della rivolta albanese furono le modifiche introdotte dal regime ottomano dei Giovani Turchi, come ad esempio l'aumento della tassazione, l'introduzione della coscrizione obbligatoria e il disarmo delle milizie civili albanesi. Rivolte erano in corso o erano scoppiate anche in Siria e nella penisola araba, mentre nell'attuale Albania, allora divisa tra vari vilayet, la popolazione si era già sollevata nel 1910 sotto la guida di Idriz Seferi e Isa Boletini con il supporto dei regni di Bulgaria e del Montenegro, venendo però sconfitti dopo due settimane di scontri.
Nel giugno 1911 il sultano Mehmet V visitò Pristina e dichiarò l'amnistia per tutti i rivoltosi, eccetto quelli che si erano macchiati di omicidi. Per prevenire ulteriori attriti Mehmet V autorizzò anche alcune concessioni, come la costruzione di scuole albanesi, la sospensione per due anni delle tasse e della coscrizione obbligatoria (comunque limitata al solo vilayet del Kosovo) e la nomina di personale del governo in grado di parlare la lingua albanese. Alla fine dell'anno Ismail Kemali, scelto da un gruppo di parlamentari albanesi come loro capo, chiese al parlamento ottomano di elargire nuovi diritti amministrativo-culturali agli albanesi, una richiesta rafforzata nel gennaio 1912 dal deputato, anch'esso albanese, Hasan Prishtina, che mise in guardia il parlamento dalla probabile rivolta che sarebbe scoppiata in Albania se il governo dei Giovani Turchi non avesse mutato linea politica. Concordi nelle loro idee, Kemali, Prishtina e altri parlamentari tra cui Essad Pascià, decisero di comune accordo di organizzare una rivolta in Albania. Il solenne giuramento si svolse nella casa del deputato Syreja Bey.

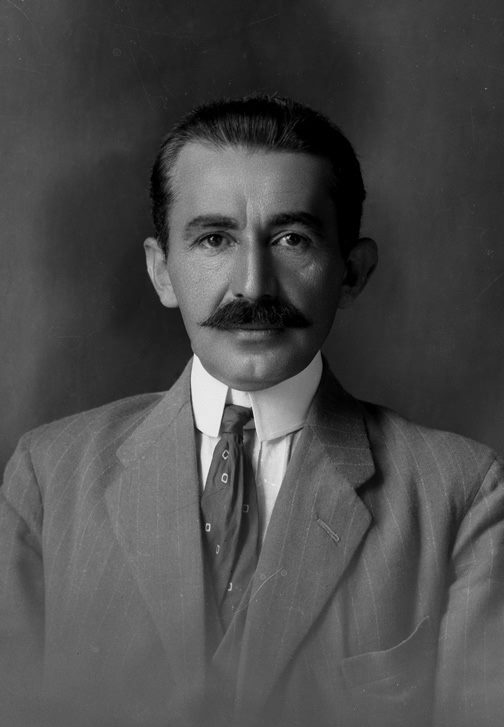
Hasan Prishtina, uno dei leader dei rivoltosi albanesi

Venne deciso che Kemali si sarebbe preoccupato di far arrivare nel Kosovo, facendoli passare per il Montenegro, quindicimila fucili Mauser, mentre Prishtina avrebbe ricercato l'appoggio della Bulgaria proponendo al deputato bulgaro Pavlof, incontrato al consolato britannico di Üsküb (nome turco dell'odierna Skopje), la creazione di uno Stato albanese-macedone. Al tempo stesso, il console britannico promise l'appoggio del suo paese ai rivoltosi; in seguito, durante la rivolta, fu proprio grazie al consolato che Kemali, in viaggio per l'Europa a raccogliere fondi e supporto internazionale, riuscì a tenersi in contatto con Prishtina.

## Scoppio della rivolta
La rivolta esplose per prima nel vilayet del Kosovo capeggiata, tra gli altri, da Prishtina, Riza bej Gjakova, Bajram Curri e Nexhip Draga Essad Pascià invece diede il via alla rivolta nell'Albania centrale e nel distretto di Mirdita. Soldati e ufficiali albanesi in servizio nell'esercito ottomano disertarono e si unirono agli insorti. Entro agosto i rivoltosi avevano il pieno controllo dei vilayet del Kosovo e di parte dei vilayet di Monastir, Janina e Scutari, grazie anche alla guerra italo-turca che distolse l'attenzione dell'esercito ottomano, debilitato inoltre dal fatto che i soldati musulmani erano restii a prendere le armi contro una popolazione della stessa religione qual era quella albanese.
Nel marzo 1912 intanto gli albanesi del Kosovo riuscirono a pubblicare in Bulgaria un giornale in cui avanzarono ai Giovani Turchi una serie di richieste che riprendevano, rafforzandole, le concessioni che aveva fatto Mehmet V nel 1911. I ribelli, comunque, non erano tutti uniti sulla strada da intraprendere per il futuro: parte della popolazione appoggiava i Giovani Turchi, altri erano favorevoli al liberalismo, mentre altri ancora auspicavano un ritorno all'autocrazia del sultano Abdul Hamid II, predecessore di Mehmet V. Nonostante queste divisioni i ribelli riuscirono a presentare, il 9 agosto, altre richieste (i cosiddetti "quattordici punti") che possono essere sintetizzate come segue:
1. autonomia dell'amministrazione e della giustizia per i vilayet albanesi;
2. il servizio militare nei vilayet albanesi sarebbe stato obbligatorio solo in tempo di pace;
3. ingresso nel governo turco di persone in grado di parlare l'albanese, anche non necessariamente provenienti dall'Albania;
4. creazione di nuovi licei e scuole agricole nei distretti più grandi dei vilayet albanesi;
5. riorganizzazione e modernizzazione delle scuole religiose e uso dell'albanese come lingua nelle scuole normali;
6. libertà di istituire scuole private e società economiche;
7. dare un impulso al commercio, all'agricoltura e alle opere pubbliche;
8. amnistia per tutti i ribelli albanesi;
9. invio alla corte marziale degli ufficiali dell'esercito che si erano opposti alla ribellione albanese.

Il 4 settembre il governo ottomano pose fine alla rivolta accettando tutti i punti.

## Conseguenze
Il successo degli albanesi e l'andamento sfavorevole della guerra con l'Italia resero evidenti le debolezze dell'Impero ottomano. Allo stesso tempo, la concessione dell'autonomia ai vilayet albanesi rappresentò una seria minaccia per la sopravvivenza dei cristiani del posto e aprì la strada alla contesa riguardo alla creazione della cosiddetta "Albania etnica", che il Regno di Serbia preferiva invece spartire tra i membri della Lega Balcanica.